# Bauhinia kunthiana
Bauhinia kunthiana är en ärtväxtart som beskrevs av Julius Rudolph Theodor Vogel. Bauhinia kunthiana ingår i släktet Bauhinia och familjen ärtväxter. Inga underarter finns listade i Catalogue of Life.